# Gáshólmur

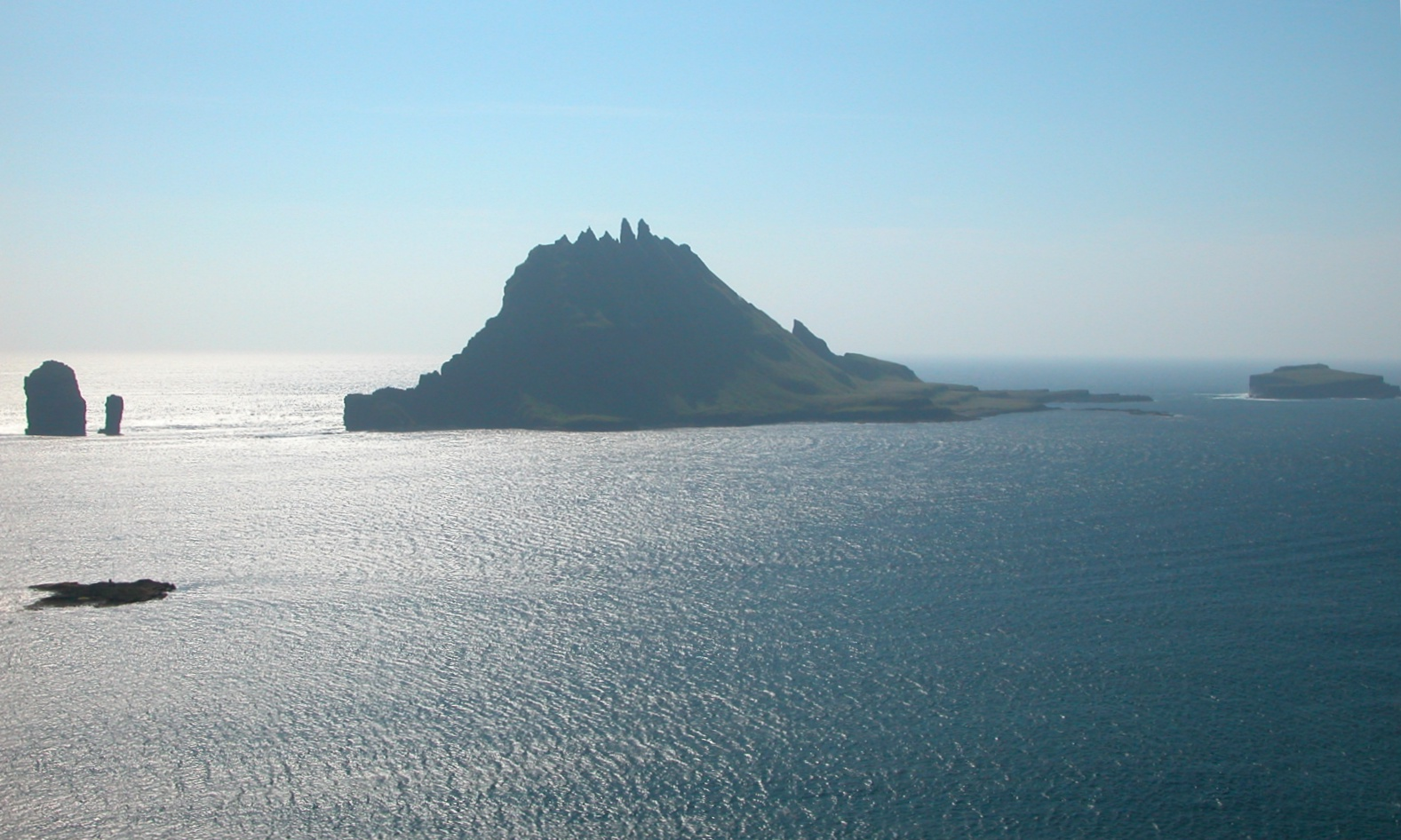
Drangarnir, Tindhólmur en Gáshólmur.

Gáshólmur is een klein onbewoond eiland dat behoort tot de Faeröer. Het eiland ligt ten westen van Tindhólmur en nabij Vágar aan het Sørvágsfjørður. Het eiland heeft een oppervlakte van 10 hectare en het hoogste punt ligt op 65 meter. Op de noordwestelijke punt van het eiland staat een kleine vuurtoren. Bestuurlijk gezien valt Gáshólmur binnen de gemeente Sørvágs.